# Springstille
Springstille är en ortsteil i staden Schmalkalden i Landkreis Schmalkalden-Meiningen i förbundslandet Thüringen i Tyskland. Springstille var en kommun fram till 6 juli 2018 när den uppgick i Schmalkalden. Kommunen Springstille hade 558 invånare 2018.